# Saúl García Cabrero
Saúl García Cabrero (Piélagos, 9 novembre 1994) è un calciatore spagnolo, difensore del Racing Santander.

## Caratteristiche tecniche
È un terzino sinistro.